# Natalie Binczek
Natalie Binczek (* 1967) ist eine deutsche germanistische Literaturwissenschaftlerin. Sie lehrt an der Ruhr-Universität Bochum Neuere deutsche Philologie.

## Lebenslauf
Natalie Binczek studierte von 1987 bis 1995 Germanistik, Theater-, Film- und Fernsehwissenschaft sowie Philosophie in Köln, Bochum und Jerusalem. Ihr Studium wurde mit einem Stipendium der Studienstiftung des deutschen Volkes gefördert. 1995 bis 1997 war sie Doktorandin des literatur- und kommunikationswissenschaftlichen Graduiertenkollegs „Intermedialität“ an der Universität Siegen. 1997 wurde sie in Bochum mit einer Dissertation über den „dekonstruktiven Anteil in der Systemtheorie Niklas Luhmanns“ promoviert. Sie arbeitete 1998 bis 2000 zunächst in wissenschaftlichen Forschungsprojekten, von 2000 bis 2009 sodann als wissenschaftliche Assistentin und in der Folge als Oberassistentin an der Universität Siegen. Dort habilitierte sie sich 2004 mit einer Arbeit über den „Tastsinn in Texten der Aufklärung“. Im Rahmen des Fritz-Thyssen-Stipendienprogramms arbeitete Natalie Binczek 2007/08 in den Forschungseinrichtungen der Franckeschen Stiftungen zu Halle. Sie nahm Professurvertretungen in Würzburg sowie Essen wahr.
Seit 2010 ist sie als Universitätsprofessorin Inhaberin des Lehrstuhls für „Neugermanistik, insbesondere Theorie und Geschichte literarischer Kommunikation und ihrer Medien“ an der Ruhr-Universität Bochum. – 2014 war sie Visiting Fellow am Department of German der Princeton University (Princeton, NJ).

## Forschung
Die Forschungsschwerpunkte Natalie Binczeks liegen einerseits in der Literatur- und Medientheorie, andererseits in der deutschsprachigen Literaturgeschichte des 17. bis 21. Jahrhunderts, das heißt von der frühen Aufklärung bis zur Gegenwartsliteratur. In jüngster Zeit konzentrieren sich ihre Forschungen auf das von ihr theoretisch kartierte Feld der „Medien der Literatur“: In dieser Perspektive hat sie philologische Arbeiten vor allem zu den akustischen Medien Hörbuch, Lesung und Vorlesung sowie zu Techniken des Diktierens vorgelegt. Auch die Zeitung und das Kaffeehaus hat sie als Medien der Literatur thematisiert. Sie ist Mitherausgeberin der im Metzler Verlag erscheinenden Reihe Media: Literaturwissenschaftliche Forschungen.

## Schriften (Auswahl)
- Eigentlich könnte alles auch anders sein: Peter Zimmermann. Hrsg. von Natalie Binczek. König, Köln 1998, ISBN 3-88375-323-8.
- „… sie wollen eben sein, was sie sind, nämlich Bilder …“ Anschlüsse an Chris Marker. Hrsg. von Natalie Binczek, Martin Rass. Königshausen & Neumann, Würzburg: 1999, ISBN 3-8260-1587-8.
- Im Medium der Schrift. Zum dekonstruktiven Anteil in der Systemtheorie Niklas Luhmanns. Fink, München 2000, ISBN 3-7705-3453-0 (Volltext).
- Paratexte in Literatur, Film, Fernsehen. Hrsg. von Klaus Kreimeier, Georg Stanitzek unter Mitarbeit von Natalie Binczek. Akademie, Berlin 2004, ISBN 3-05-003762-8.
- Kontakt. Der Tastsinn in Texten der Aufklärung. Niemeyer, Tübingen 2007, ISBN 978-3-484-18182-3.
- Strong ties/Weak ties: Freundschaftssemantik und Netzwerktheorie. Hrsg. von Natalie Binczek, Georg Stanitzek. Winter, Heidelberg 2010 (= Beihefte zum Euphorion. Zeitschrift für Literaturgeschichte, 55), ISBN 978-3-8253-5559-3.
- Literatur und Hörbuch. Hrsg. von Natalie Binczek, Cornelia Epping-Jäger. Edition Text + Kritik im Richard-Boorberg-Verlag, München 2012 (= Text + Kritik, 196), ISBN 978-3-86916-198-3.
- Dank sagen. Politik, Semantik und Poetik der Verbindlichkeit. Hrsg. von Natalie Binczek, Remigius Bunia, Till Dembeck, Alexander Zons. Fink, München 2013, ISBN 978-3-7705-5669-4.
- Handbuch Medien der Literatur. Hrsg. von Natalie Binczek, Till Dembeck, Jörgen Schäfer. De Gruyter, Berlin / Boston 2013, ISBN 978-3-11-020493-3.
- Das Hörbuch. Praktiken audioliteralen Schreibens und Verstehens. Hrsg. von Natalie Binczek, Cornelia Epping-Jäger. Fink, München 2014, ISBN 978-3-7705-5346-4.
- Das Diktat. Phono-graphische Verfahren der Aufschreibung. Hrsg. von Natalie Binczek, Cornelia Epping-Jäger. Fink, Paderborn 2015, ISBN 978-3-7705-5831-5.
- Handbuch Literatur & Audiokultur. Hrsg. von Natalie Binczek, Uwe Wirth. De Gruyter, Berlin / Boston 2020, ISBN 978-3-11-034052-5.

### Zeitschriften
Zusammen mit Freunden rief Natalie Binczek in den 1990er Jahren das Theoriefanzine Nummer: Zeitschrift für theoretisches Fernsehen ins Leben (acht Ausgaben von 1994 bis 1999). Gegenwärtig ist sie Mitherausgeberin der germanistischen Zeitschrift Sprache und Literatur.